# Tulsa
Tulsa es una ciudad situada en el estado de Oklahoma, Estados Unidos. Tiene una población estimada, a mediados de 2020, de 411 401 habitantes.
Es la segunda ciudad más grande del estado y la número 47 de los Estados Unidos. 
Es la principal aglomeración del área metropolitana de Tulsa y la capital del condado homónimo, el más densamente poblado de Oklahoma. Además se extiende a los condados de Osage, Rogers y Wagoner. Está ubicada a orillas del río Arkansas, un afluente del río Misisipi.
Tulsa fue fundada por el clan Lochapoka de la tribu creek de nativos americanos entre 1828 y 1836. En 1921, la ciudad sufrió una serie de disturbios que pasaron a la historia como uno de los más brutales actos de violencia racista contra la población negra en la historia de los Estados Unidos. Durante la mayor parte del siglo XX, recibió el sobrenombre de capital mundial del petróleo, jugando un papel esencial como uno de los más importantes centros neurálgicos de la industria petrolera estadounidense. Por otro lado, Tulsa, junto con varias otras ciudades, afirma ser el punto de partida de la famosa Ruta 66 y es también conocida por su música western swing.
Otrora enormemente dependiente de la industria del petróleo, la crisis económica y los consiguientes esfuerzos de diversificación crearon un nuevo modelo productivo con bases en la energía, las finanzas, la aviación, las telecomunicaciones y los sectores tecnológicos. El puerto de Catoosa, situado al principio del sistema de navegación McClellan-Kerr del río Arkansas, es el puerto más interior de los Estados Unidos con acceso a las distintas vías fluviales. Dos universidades de Tulsa cuentan con equipos en la división I de la NCAA: la Universidad Oral Roberts y la Universidad de Tulsa.
Situada en el Tornado Alley, la ciudad de Tulsa sufre frecuentemente condiciones climatológicas extremas. A su vez, se encuentra bañada por el río Arkansas y se localiza en las faldas de las montañas Ozark al noreste de Oklahoma, en una región que se conoce como Green County. Tulsa es el epicentro cultural y artístico de Oklahoma, albergando dos museos de fama mundial, una ópera, compañías de ballet, así como uno de los más importantes conjuntos de arquitectura art decó. La ciudad ha sido considerada como una de las mejores ciudades de gran tamaño de los Estados Unidos para vivir por Partners for Livable Communities, Forbes, y Relocate America.

## Historia

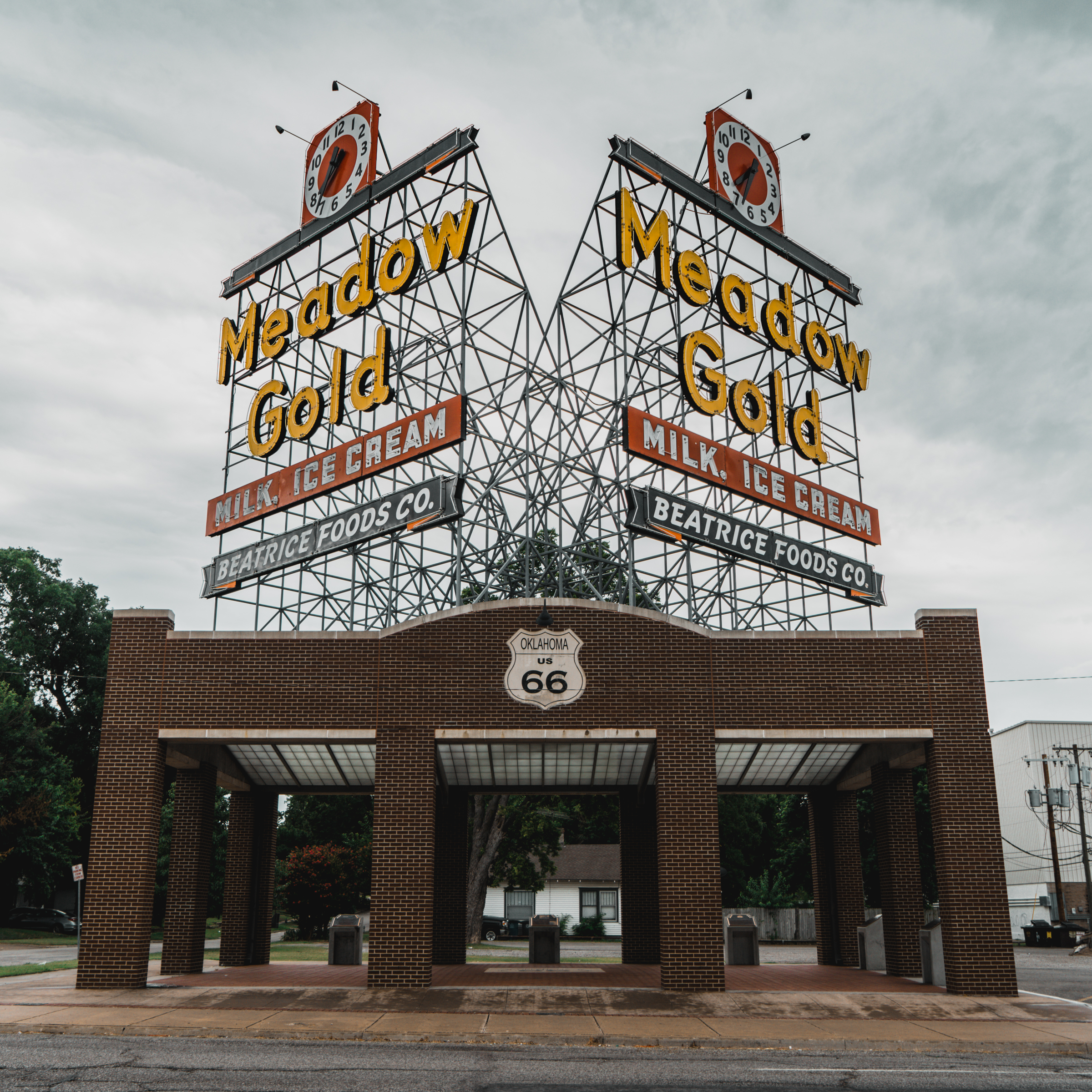
El letrero Meadow Gold ha recibido a los viajeros de la Ruta 66 en Tulsa durante décadas.

El área actual de Tulsa era Territorio Indígena de las tribus kiikaapoi (kickapoo), wahzhazhe ma zha (osage), muscogee (creek) y caddo, entre otras, antes de que fuera asentada formalmente por primera vez por las tribus lochapoka y creek en 1836. Establecieron un pequeño asentamiento bajo el Creek Council Oak Tree en la intersección actual de la venida Cheyenne y la calle 18. Esta área y este árbol le recordaron al Jefe Tukabahchi y su pequeño grupo a los sobrevivientes del destierro del Sendero de las Lágrimas de la curva en el río y su anterior Árbol de Roble del Consejo Creek en su tradicional Tallassee, en Alabama. Llamaron a su nuevo asentamiento Tallasi, que significa "ciudad vieja" en el idioma Creek, que más tarde se convirtió en "Tulsa". El área alrededor de Tulsa también fue poblada por miembros de las otras llamadas " Cinco Tribus Civilizadas " que habían sido reubicadas en Oklahoma desde el sur de Estados Unidos. La mayor parte de Tulsa moderna se encuentra en Creek Nation, con partes ubicadas en las naciones cherokee y osage.                                                                               
Aunque Oklahoma todavía no era un estado durante la Guerra de Secesión, el área de Tulsa fue uno de los escenarios de la contienda. La Batalla de Chusto-Talasah ocurrió en el lado norte de Tulsa y se llevaron a cabo varias batallas y escaramuzas en los condados cercanos. Tras la guerra, las tribus firmaron tratados de reconstrucción con el gobierno federal que en algunos casos requirieron concesiones de tierras sustanciales. En los años posteriores a la Guerra de Secesión y alrededor del cambio de siglo, el área a lo largo del río Arkansas que ahora es Tulsa fue periódicamente el hogar o la visita de una serie de coloridos forajidos, como el legendario Wild Bunch, Dalton Gang o Little Britches.
En 2020, la Corte Suprema dictaminó que gran parte del este de Oklahoma, incluida gran parte de Tulsa, entra en la categoría de Territorio Indígena, lo que reconfigura gran parte de la jurisdicción legal en la región. Las comunidades tribales muscogee (creek), cherokee, chickasaw, choctaw y seminole celebraron la decisión.

### Incorporación y prosperidad de la "capital petrolera"
El 18 de enero de 1898, Tulsa se incorporó oficialmente y eligió a Edward Calkins como el primer alcalde.
Tulsa todavía era una micro ciudad cerca de las orillas del río Arkansas en 1901 cuando se estableció su primer pozo de petróleo, llamado Sue Bland No. 1. Gran parte del petróleo se descubrió en tierras cuyos derechos minerales eran propiedad de miembros de la Nación Osage bajo un sistema de derechos de propiedad. Para 1905, el descubrimiento de la gran reserva de petróleo Glenn Pool (ubicada aproximadamente a 15 millas al sur del centro de Tulsa y el sitio de la ciudad actual de Glenpool) provocó una avalancha de empresarios hacia el creciente número de campos petroleros del área; La población de Tulsa aumentó a más de 140 000 entre 1901 y 1930. A diferencia de los primeros colonos del noreste de Oklahoma, que emigraron con mayor frecuencia desde el sur y Texas, muchos de estos nuevos colonos impulsados por el petróleo llegaron a Tulsa desde los centros comerciales de la Costa Este y el Medio Oeste inferior. Esta migración distinguió la demografía de la ciudad de las comunidades vecinas (Tulsa tiene poblaciones católicas y judías más grandes y prominentes que la mayoría de las ciudades de Oklahoma) y se refleja en los diseños de los primeros vecindarios exclusivos de Tulsa.

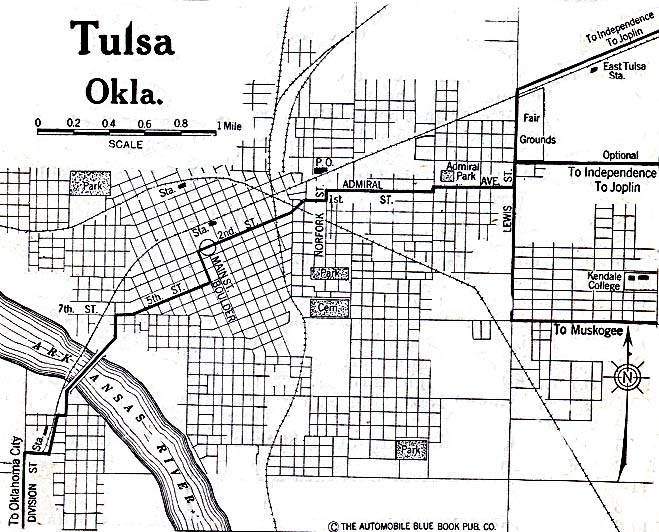
Un mapa de Tulsa en 1920

Conocida como la "Capital mundial del petróleo" durante la mayor parte del siglo XX, el éxito de la ciudad en la industria energética provocó auges en la construcción en el popular estilo art déco de la época. Las ganancias de la industria petrolera continuaron durante la Gran Depresión, lo que ayudó a que la economía de la ciudad saliera mejor que la mayoría en Estados Unidos durante los años 1930.
En 1923, Harwelden fue construido por el magnate petrolero E. P. Harwell y su esposa Mary y es un ejemplo de prosperidad en Tulsa en los años 1920.

### Masacre de 1921
A principios del siglo XX, en Tulsa se encontraba la "Black Wall Street", una de las comunidades negras más prósperas de Estados Unidos en ese momento. Ubicado en el vecindario de Greenwood, fue el 31 de mayo y el 1 de junio de 1921 el sitio donde ocurrió los disturbios raciales de Tulsa, en la que turbas de habitantes blancos mataron, saquearon y robaron a la comunidad negra de Tulsa, también y quemaron casas y negocios. "El peor incidente de violencia racial en la historia de Estados Unidos" duró 16 horas, que solo terminaron cuando el gobernador trajo a la Guardia Nacional. Un informe oficial afirmó que 23 ciudadanos negros y 16 blancos fueron asesinados, pero otras estimaciones sugieren que murieron hasta 300 personas, la mayoría de ellas negras. Más de 800 personas fueron ingresadas en hospitales locales con heridas, y se estima que 1000 personas negras se quedaron sin hogar cuando 35 manzanas de la ciudad, compuestas por 1256 residencias, fueron destruidas por el fuego.

### SigloXX

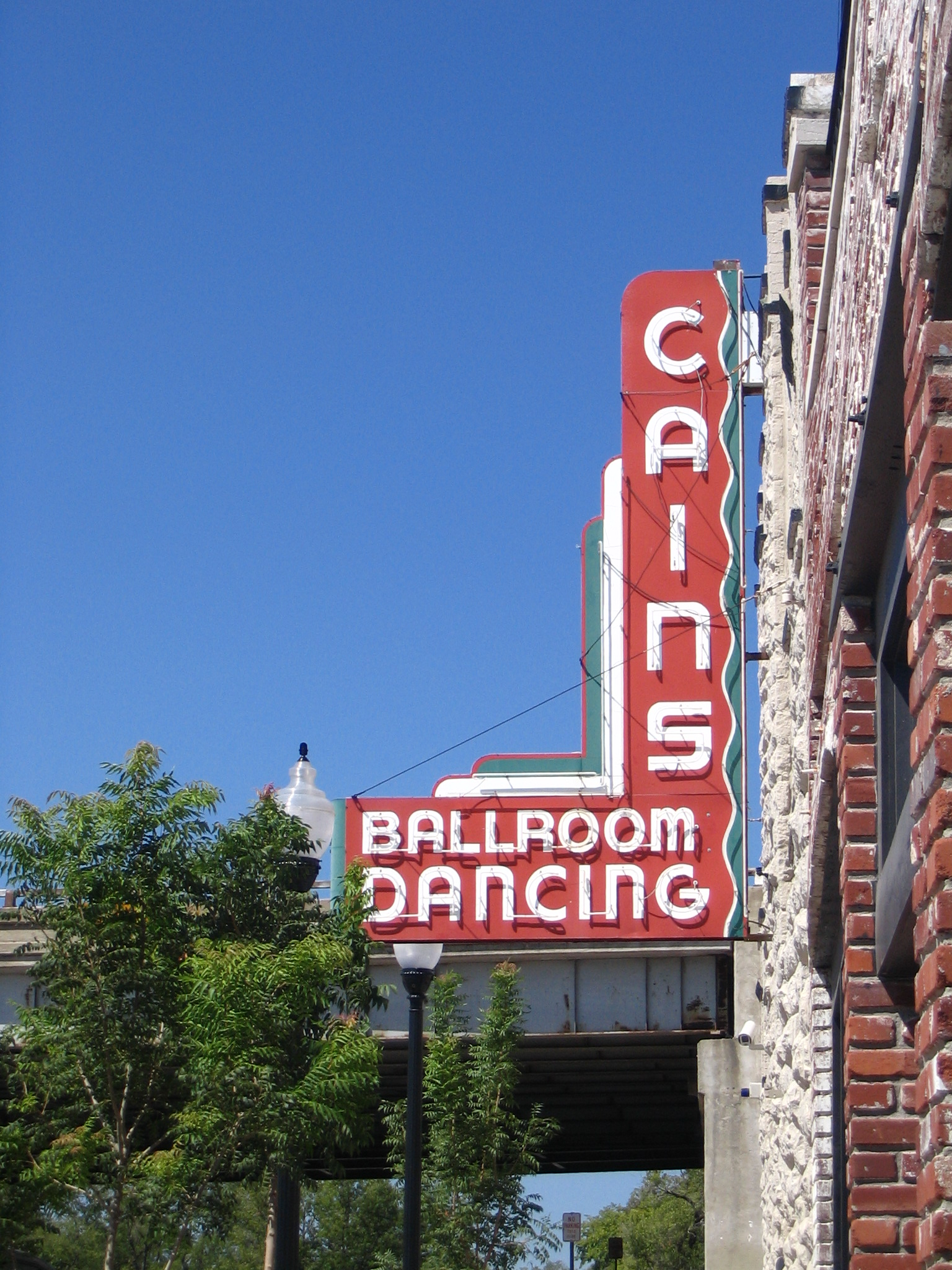
El Cain's Ballroom llegó a ser conocido como el "Carnegie Hall of Western Swing" a principios del siglo XX.

En 1925, el empresario de Tulsa Cyrus Avery, conocido como el "Padre de la Ruta 66", comenzó su campaña para crear una carretera que uniera Chicago a Los Ángeles mediante el establecimiento de la Asociación de la Ruta 666 en Tulsa, lo que le valió a la ciudad el apodo de " Lugar de nacimiento de la Ruta 66 ". Una vez terminada, la Ruta 66 tuvo un papel importante en el desarrollo de Tulsa, pues la ciudad sirvió como una parada de descanso popular para los viajeros, quienes fueron recibidos por los íconos de la Ruta 66, como Meadow Gold Sign y Blue Whale of Catoosa. 
Durante este período, Bob Wills y su grupo, The Texas Playboys, comenzaron su largo período de actuación en un pequeño salón de baile en el centro de Tulsa. En 1935, Cain's Ballroom se convirtió en la base del grupo, que se le atribuye en gran parte la creación de la música Western Swing. El lugar continuó atrayendo a músicos famosos a lo largo de su historia y todavía está en funcionamiento hoy.
Durante el resto de mediados del siglo XX, la ciudad tuvo un plan maestro para construir parques, iglesias, museos, jardines de rosas, infraestructura mejorada y aumento de la publicidad nacional. La presa Spavinaw, construida durante esta era para satisfacer las necesidades de agua de la ciudad, fue considerada uno de los proyectos de obras públicas más grandes de la época. En los años 1950, la revista Time calificó a Tulsa como "la ciudad más hermosa de Estados Unidos".
Una recesión nacional afectó en gran medida la economía de la ciudad en 1982, ya que las áreas de Texas y Oklahoma que dependen en gran medida del petróleo sufrieron la caída libre en los precios del gas debido a un exceso y un éxodo masivo de industrias petroleras. Tulsa, muy dependiente de la industria petrolera, fue una de las ciudades más afectadas por la caída de los precios del petróleo. Para 1992, la economía del estado se había recuperado por completo, pero los líderes trabajaron para expandirse a sectores no relacionados con el petróleo y la energía.
El 20 de abril de 1997, fallas mecánicas en la montaña rusa Wildcat en Bell's Amusement Park causaron que un automóvil cerca de la cima de una colina se desenganchara y rodara hacia atrás, chocando con otra montaña rusa. El accidente mató a un joven de catorce años e hirió a otros seis. Fue desmontado tras el accidente.

### Tulsa en elsigloXXI
En 2003, los votantes aprobaron el programa "Visión 2025 " para mejorar y revitalizar la infraestructura y la industria turística de Tulsa. El proyecto clave de la iniciativa, el BOK Center, fue diseñado para ser la sede de los equipos de hockey de ligas menores y fútbol americano de la ciudad, así como un lugar para grandes conciertos y convenciones. La arena de usos múltiples, diseñada por el famoso arquitecto César Pelli, comenzó a construirse en 2005 y se inauguró el 30 de agosto de 2008.
En julio de 2020, la Corte Suprema falló en McGirt v. Oklahoma que, en lo que respecta al derecho penal, gran parte del este de Oklahoma, incluida Tulsa, sigue siendo tierra de nativos americanos. Las reservas de nativos americanos perdieron el título de gran parte de la tierra en el este de Oklahoma después de la Guerra de Secesión debido a su apoyo a la Confederación. Específicamente, el enjuiciamiento de crímenes cometidos por nativos americanos en estas tierras cae dentro de la jurisdicción de los tribunales tribales y el poder judicial federal en virtud de la Ley de Delitos Mayores, en lugar de los tribunales de Oklahoma.

## Geografía

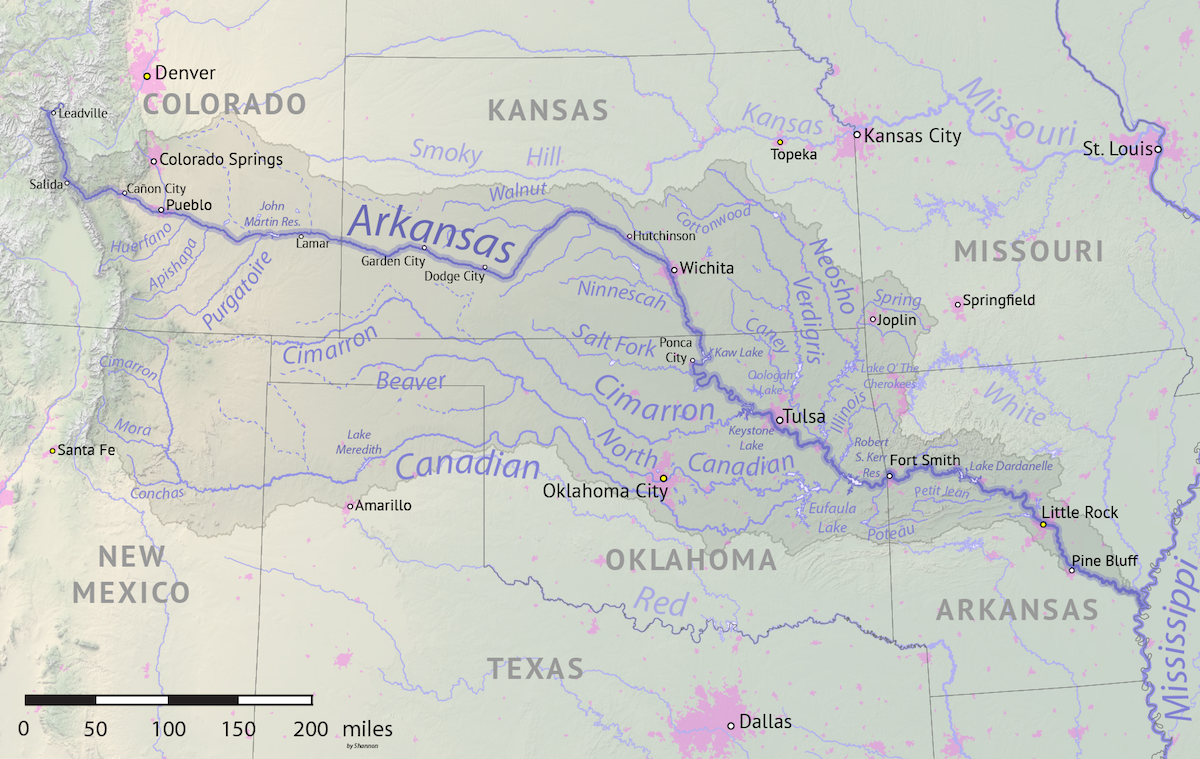
Mapa del río Arkansas en el que aparece —en su curso medio-bajo— Tulsa

### Topografía
Tulsa se encuentra sobre el curso medio-bajo del río Arkansas, un afluente del Misisipi.

### Clima
Tulsa se encuentra cerca del callejón de los tornados y tiene un clima templado y subtropical húmedo, con una temperatura media anual de 16.3 °C y una precipitación promedio de 1.040 mm. Como es típico de zonas templadas los patrones del clima varían según la temporada con extremos ocasionales en la temperatura y las precipitaciones. La temperatura más alta registrada en Tulsa fue de 46.1 °C el 10 de agosto de 1936.

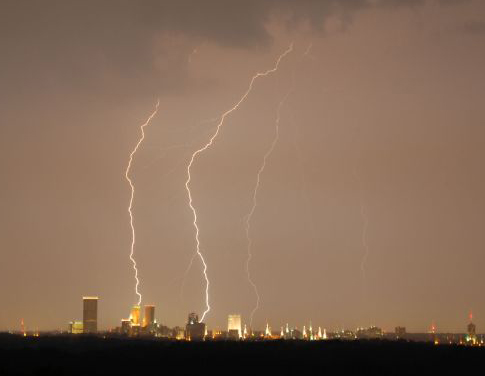
Relámpago sobre el centro de Tulsa, es común en los meses de primavera.

En la primavera y los primeros meses del verano, la ciudad está sometida a severas tormentas con granizo, fuertes vientos y ocasionalmente tornados, que siempre dejan en el área un porcentaje desproporcionado de precipitaciones anuales. Debido a su potencial para eventos de inundación, la ciudad ha desarrollado uno de los sistemas de control de inundaciones más extensos de la nación. Un plan integral de gestión de las inundaciones fue desarrollado en 1984 después de una inundación severa causada por un frente meteorológico estancado que dejó 15 pulgadas (380 milímetros) de lluvia durante la noche, matando a 14 personas, hiriendo a 288 y la destrucción de 7,000 viviendas con un total de $ 180 millones en daños. A principios de 1990 y otra vez en el año 2000 la Agencia Federal para el Manejo de Emergencias (FEMA) reconoció a Tulsa como líder del país en la gestión de inundaciones. 
La temporada de otoño suele ser corta, que consiste en días agradables y soleados seguidos de noches frías. Las temperaturas en invierno aunque en general leves en ocasiones puede sufrir condiciones extremas por debajo de -18 °C , mientras que el promedio anual de nieve es de 24.4 cm.
| Parámetros climáticos promedio de Tulsa, Oklahoma (Aeropuerto Internacional de Tulsa), normales 1991–2020, extremos 1893–presente | Parámetros climáticos promedio de Tulsa, Oklahoma (Aeropuerto Internacional de Tulsa), normales 1991–2020, extremos 1893–presente | Parámetros climáticos promedio de Tulsa, Oklahoma (Aeropuerto Internacional de Tulsa), normales 1991–2020, extremos 1893–presente | Parámetros climáticos promedio de Tulsa, Oklahoma (Aeropuerto Internacional de Tulsa), normales 1991–2020, extremos 1893–presente | Parámetros climáticos promedio de Tulsa, Oklahoma (Aeropuerto Internacional de Tulsa), normales 1991–2020, extremos 1893–presente | Parámetros climáticos promedio de Tulsa, Oklahoma (Aeropuerto Internacional de Tulsa), normales 1991–2020, extremos 1893–presente | Parámetros climáticos promedio de Tulsa, Oklahoma (Aeropuerto Internacional de Tulsa), normales 1991–2020, extremos 1893–presente | Parámetros climáticos promedio de Tulsa, Oklahoma (Aeropuerto Internacional de Tulsa), normales 1991–2020, extremos 1893–presente | Parámetros climáticos promedio de Tulsa, Oklahoma (Aeropuerto Internacional de Tulsa), normales 1991–2020, extremos 1893–presente | Parámetros climáticos promedio de Tulsa, Oklahoma (Aeropuerto Internacional de Tulsa), normales 1991–2020, extremos 1893–presente | Parámetros climáticos promedio de Tulsa, Oklahoma (Aeropuerto Internacional de Tulsa), normales 1991–2020, extremos 1893–presente | Parámetros climáticos promedio de Tulsa, Oklahoma (Aeropuerto Internacional de Tulsa), normales 1991–2020, extremos 1893–presente | Parámetros climáticos promedio de Tulsa, Oklahoma (Aeropuerto Internacional de Tulsa), normales 1991–2020, extremos 1893–presente | Parámetros climáticos promedio de Tulsa, Oklahoma (Aeropuerto Internacional de Tulsa), normales 1991–2020, extremos 1893–presente |
| Mes | Ene. | Feb. | Mar. | Abr. | May. | Jun. | Jul. | Ago. | Sep. | Oct. | Nov. | Dic. | Anual |
| --- | --- | --- | --- | --- | --- | --- | --- | --- | --- | --- | --- | --- | --- |
| Temp. máx. abs. (°C) | 27.8 | 32.2 | 37.2 | 38.9 | 37.8 | 42.2 | 45 | 46.1 | 42.8 | 36.7 | 31.7 | 26.7 | 46.1 |
| Temp. máx. media (°C) | 9.4 | 12.2 | 17.4 | 22.3 | 26.5 | 31.3 | 34.2 | 33.9 | 29.3 | 23.1 | 16.3 | 10.5 | 22.2 |
| Temp. media (°C) | 3.6 | 6 | 11.1 | 16 | 20.9 | 25.9 | 28.6 | 27.9 | 23.2 | 16.8 | 10.2 | 5 | 16.3 |
| Temp. mín. media (°C) | -2.2 | -0.2 | 4.8 | 9.7 | 15.3 | 20.4 | 22.8 | 21.9 | 17.1 | 10.5 | 4.1 | -0.5 | 10.3 |
| Temp. mín. abs. (°C) | -26.7 | -26.1 | -19.4 | -5.6 | 0 | 9.4 | 10.6 | 8.9 | 1.7 | -9.4 | -12.2 | -22.2 | -26.7 |
| Precipitación total (mm) | 41.4 | 41.1 | 78.7 | 111 | 145.5 | 118.1 | 95.5 | 85.9 | 97.8 | 96 | 67.6 | 61.7 | 1040.4 |
| Nevadas (cm) | 6.9 | 4.6 | 5.3 | 0 | 0 | 0 | 0 | 0 | 0 | 0 | 1.8 | 5.8 | 24.4 |
| Días de precipitaciones (≥ 0.2 mm)                                                                                                | 6.1 | 6.6 | 8.7 | 8.5 | 10.5 | 9.8 | 6.4 | 6.6 | 8.0 | 7.9 | 6.8 | 7.0 | 92.9 |
| Días de nevadas (≥ 0.2 cm) | 1.9 | 1.3 | 0.6 | 0 | 0 | 0 | 0 | 0 | 0 | 0 | 0.2 | 1.6 | 5.6 |
| Horas de sol | 175.8 | 171.7 | 219.6 | 244.4 | 266.7 | 294.8 | 334.7 | 305.3 | 232.5 | 218.6 | 161.1 | 160.8 | 2786 |
| Humedad relativa (%) | 66.7 | 65.2 | 61.6 | 61.2 | 69.1 | 69.3 | 63.6 | 64.5 | 70.1 | 66.4 | 67.4 | 68.5 | 66.1 |
| Fuente: NOAA (humedad y horas de sol 1961–1990)                                                                                   | | | | | | | | | | | | | |

### Arquitectura
Un auge de la construcción en Tulsa a principios del siglo XX coincidió con el auge de la arquitectura art déco en los Estados Unidos. Más comúnmente en los estilos zigzag y aerodinámico, el art déco de la ciudad está salpicado por sus vecindarios más antiguos, principalmente en el centro y el centro de la ciudad. Una colección de grandes estructuras art decó, como Mid-Continent Tower, Boston Avenue Methodist Church, Will Rogers High School y Philtower tienen valor arquitectónico.

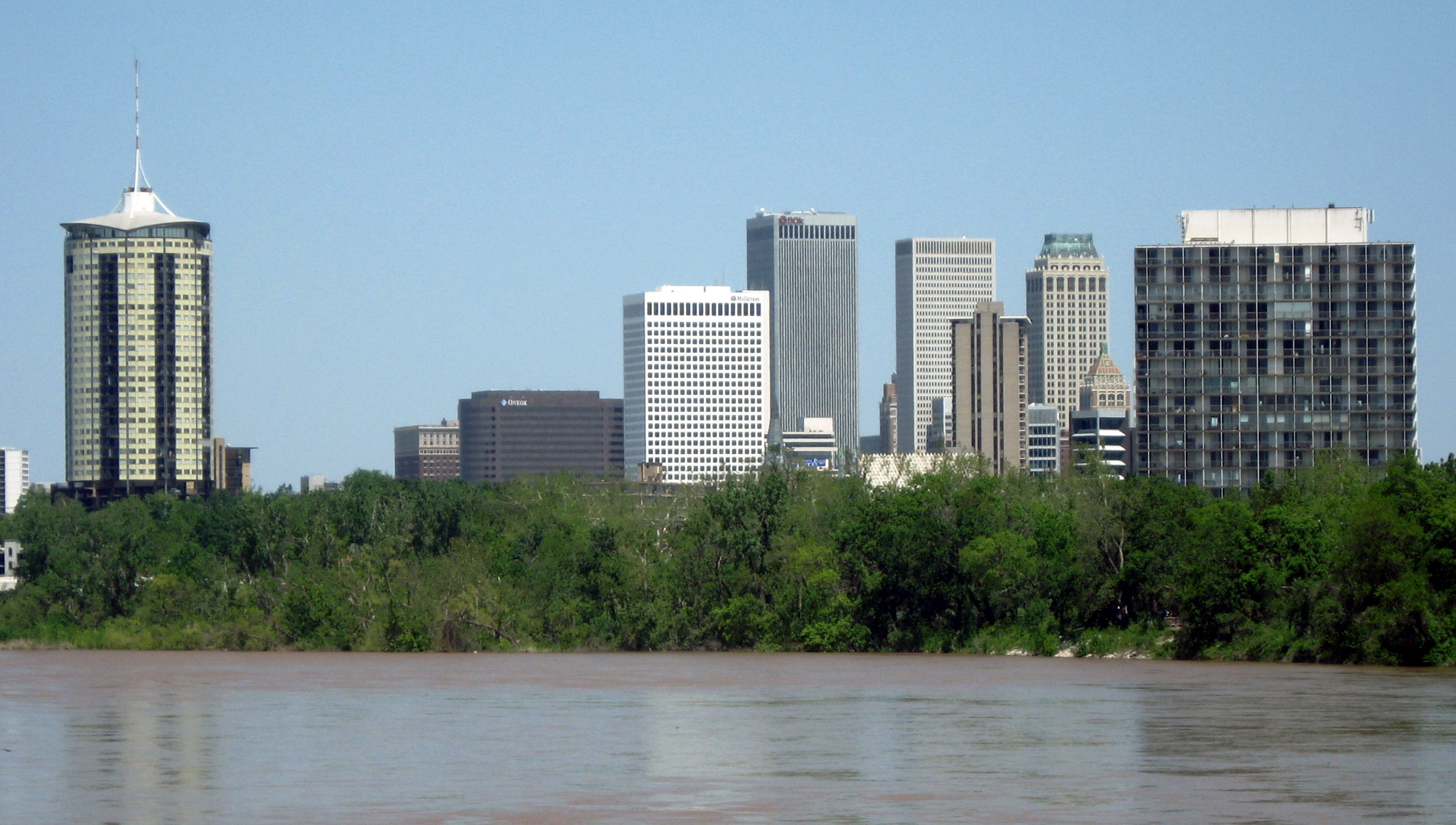
En Tulsa hay 10 rascacielos de más de 100 metros de altura.

Además, la prosperidad temprana de la ciudad financió la construcción de muchas casas elegantes de artesanos, georgianos, libros de cuentos, estilo neo-tudor, renacimiento griego, italiano, renacimiento español y renacimiento colonial (muchas de las cuales se pueden encontrar en los vecindarios de la zona alta de Tulsa y Midtown). Entre los arquitectos y empresas destacados que trabajaron en Tulsa durante este período se encuentran Charles Dilbeck, John Duncan Forsyth y Nelle Peters.
El crecimiento en el siglo XX le dio a la ciudad una base más amplia de estilos arquitectónicos contemporáneos, incluidos varios edificios de los famosos arquitectos de Tulsa Bruce Goff y Adah Robinson. La Prairie School fue muy influyente en Tulsa: Barry Byrne diseñó la Iglesia Cristo Rey de Tulsa y, en 1927, se completó el proyecto residencial Westhope de Frank Lloyd Wright en el centro de Tulsa. En particular, la mitad del siglo XX trajo una gran cantidad de arquitectura moderna a Tulsa. 
Robert Lawton Jones, modernista de Tulsa, formado en Mies, diseñó muchos edificios en la región, incluido el Aeropuerto Internacional de Tulsa. Otros destacados modernistas que trabajan en Tulsa incluyen al arquitecto pionero de Texas O'Neil Ford y Joseph R. Koberling Jr., quien también había estado activo durante el período art déco. El sur, el este y el centro de Tulsa cuentan con una serie de ranchos y casas modernas de mediados de siglo, que reflejan el próspero período de posguerra de Tulsa.
La BOK Tower, construida durante este período, es el rascacielos más alto de la ciudad y el segundo edificio más alto tanto de Oklahoma como los estados circundantes de Misuri, Nuevo México, Arkansas y Kansas. Tulsa también tiene el tercer y cuarto edificios más altos del estado, incluida la Cityplex Tower, que se encuentra en el sur de Tulsa, frente a la Universidad Oral Roberts, lejos del centro de la ciudad. Uno de los complejos arquitectónicos únicos de la zona, la Universidad Oral Roberts, está construido en un estilo futurista posmoderno, que incorpora estructuras de oro brillante con bordes afilados y brillantes y formas geométricas claras. El BOK Center, el nuevo estadio de Tulsa, incorpora muchos de los temas más destacados de la ciudad, incluidos los pueblos nativos, el art déco y los estilos arquitectónicos contemporáneos. Destinado a ser un icono arquitectónico, fue diseñado por César Pelli, el arquitecto de las Torres Petronas en Malasia.

## Demografía
| Año  | Población | %+        |
| ---- | --------- | --------- |
| 1900 | 1390      | --        |
| 1910 | 18 182    | 1.208,1 % |
| 1920 | 72 075    | 296,4 %   |
| 1930 | 141 258   | 96 %      |
| 1940 | 142 157   | 0,6 %     |
| 1950 | 182 740   | 28,5 %    |
| 1960 | 261 685   | 43,2 %    |
| 1970 | 331 638   | 26,7 %    |
| 1980 | 360 919   | 8,8 %     |
| 1990 | 367 302   | 1,8 %     |
| 2000 | 393 049   | 7 %       |
| 2010 | 391 906   | -0,3 %    |
| 2020 | 413 066   | 5,4%      |

Según el censo de 2020, en ese momento la ciudad estaba habitada por 413 066 personas y su densidad de población era de 806.44 hab/km². El 51.81 % de los habitantes eran blancos, el 14.83 % eran afroamericanos, el 5.20 % eran amerindios, el 3.52 % eran asiáticos, el 0.22 % eran isleños del Pacífico, el 9.81 % eran de otras razas y el 14.60 % eran de una mezcla de razas. Del total de la población, el 19.14% eran hispanos o latinos de cualquier raza.
| Gráfica de evolución demográfica de Tulsa entre 1900 y 2021 |
|                                                             |

## Deportes
Aunque Tulsa no tiene un equipo en la NFL, NBA, MLS, NHL o MLB, la ciudad apoya una amplia gama de deportes a nivel profesional y universitario. La ciudad alberga dos universidades de la División I de la NCAA y varios equipos deportivos profesionales de ligas menores en béisbol, fútbol, hockey y fútbol.
El 1 de octubre de 1983, Tulsa derrotó a Toronto 2-0 en el Soccer Bowl '83 en Vancouver, convirtiéndose en la primera y única franquicia profesional en ganar un título de campeonato deportivo en el estado de Oklahoma.

### Deportes profesionales
| Club                      | Deportes        | Liga                           | Sede                 |
| ------------------------- | --------------- | ------------------------------ | -------------------- |
| FC Tulsa                  | Fútbol          | USL Championship               | ONEOK Field          |
| Tulsa Oilers              | Hockey de hielo | ECHL                           | BOK Center           |
| Tulsa Drillers            | Béisbol         | Texas League (AA)              | ONEOK Field          |
| Tulsa Athletic            | Fútbol          | National Premier Soccer League | Veteran’s Park       |
| FC Tulsa Spirit           | Fútbol femenil  | Women's Premier Soccer League  | Case Soccer Complex  |
| Tulsa Rugby Football Club | Rugby Union     | Division II Rugby              | 37th Riverside Field |

### Deportes universitarios
| Escuela                             | Apodo            | Color(es)                      | Asociación       | Conferencia | Fútbol americano     | Baloncesto           | Béisbol                |
| ----------------------------------- | ---------------- | ------------------------------ | ---------------- | ----------- | -------------------- | -------------------- | ---------------------- |
| University of Tulsa                 | Golden Hurricane | Oro viejo, azul real y carmesí | NCAA Division I  | American    | H.A. Chapman Stadium | Reynolds Center      | -                      |
| Oral Roberts University             | Golden Eagles    | Vegas Gold y azul marino       | NCAA Division I  | Summit      | -                    | Mabee Center         | J.L. Johnson Stadium   |
| Rogers State University (Claremore) | Hillcats         | Azul y rojo                    | NCAA Division II | Mid-America | -                    | Bushyhead Fieldhouse | Diamond Sports Complex |

## Economía

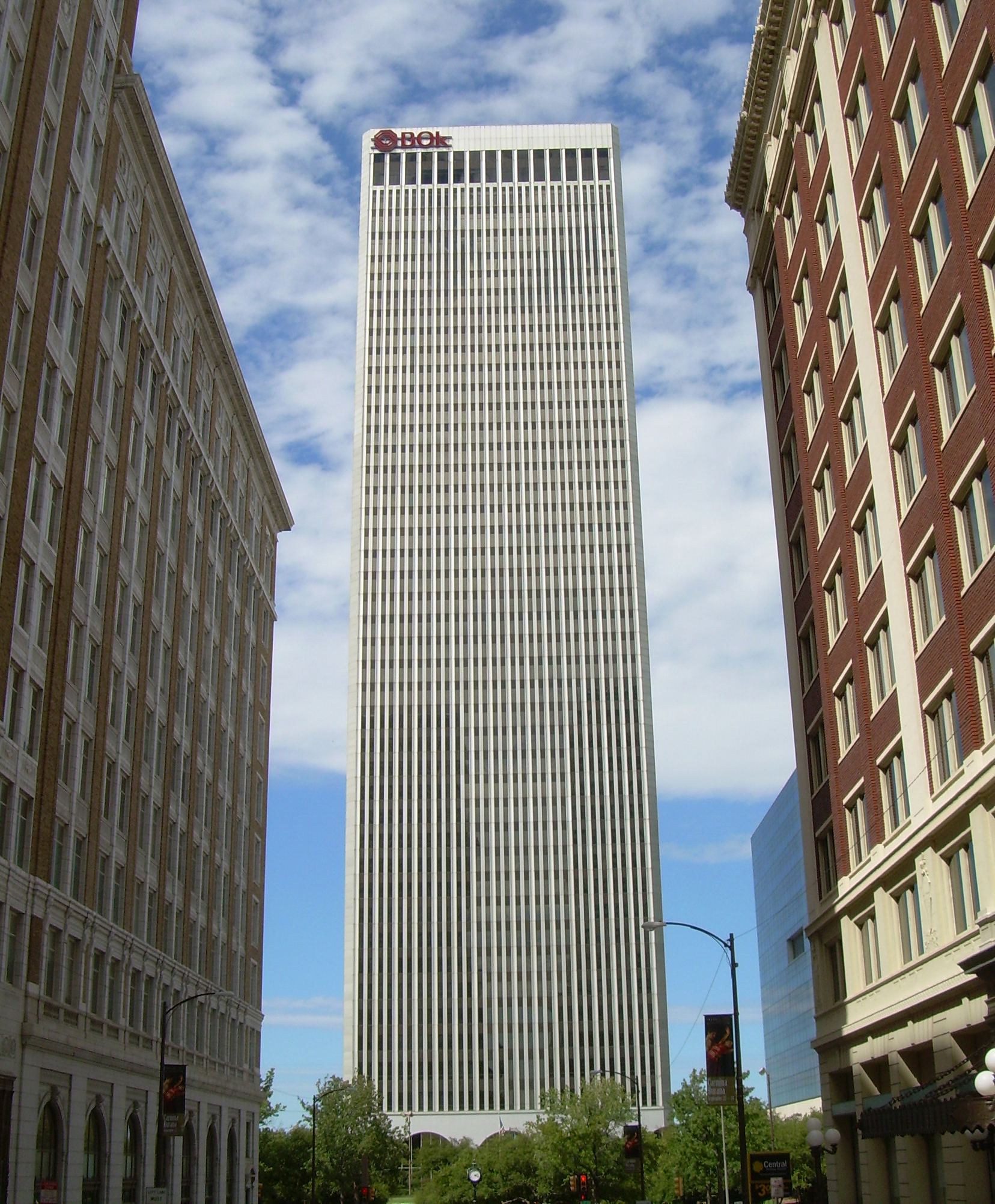
La BOK Tower es la sede de Williams Companies.

Aunque la industria petrolífera ha dominado históricamente la economía de Tulsa, los esfuerzos realizados en pro de la diversificación económica han creado un nuevo tejido productivo centrado en los sectores aeroespacial, financiero, tecnológico, de telecomunicaciones, de tecnología punta y manufacturero. El Aeropuerto Internacional de Tulsa (TUL) y el puerto de Catoosa, el puerto más grande del interior de todo Estados Unidos, conectan la región con el comercio internacional y el transporte. La planta de mantenimiento de American Airlines en la ciudad es la mayor ofertante de empleo de la misma y el mayor centro de mantenimiento del mundo, sirviendo como base mundial de las operaciones de mantenimiento e ingeniería de la compañía. Por otro lado, tanto el aeropuerto como el puerto de Catoosa albergan amplios polígonos industriales.
La producción de las empresas manufactureras de Tulsa representa en torno al 60 % del total de las exportaciones de Oklahoma, y en 2001, el producto interior bruto (PIB) de la ciudad estuvo en el tercio superior de los de áreas metropolitanas, estados y países, con más de 29.000 millones de dólares, con una tasa de crecimiento anual de 250 millones de dólares. En 2006, la revista Forbes calificó a Tulsa como la segunda ciudad de Estados Unidos respecto a crecimiento de ingresos y como una de las mejores ciudades de dicho país para hacer negocios. El área metropolitana de Tulsa, habitualmente situada entre las que permiten llevar a cabo negocios a unos menores costes, fue calificada en 2005 como la quinta mejor área metropolitana de Estados Unidos en ese aspecto.
Un importante número de coporaciones financieras tienen su sede en Tulsa, siendo la más grande la BOK Financial Corporation. La cadena de tiendas de 24 horas Quiktrip, la compañía de alquiler de coches Dollar Thrifty Automotive Group, Hilti y la cadena de pizzerías Mazzio's también tienen su sede en la ciudad de Tulsa. Asimismo, varias multinacionales relacionadas con la industria del gas y del petróleo también desarrollan su actividad desde la ciudad, como Williams Companies, SemGroup, Syntroleum, ONEOK, Samson y Excel Energy. De este modo, hay treinta empresas en cada una de las cuales trabajan más de mil personas, aunque es el pequeño comercio el que engloba a más del 80 % de las compañías de la ciudad.
Durante la recesión estadounidense de 2001 a 2003, la ciudad perdió 28.000 puestos de trabajo. En respuesta a ello, una iniciativa de desarrollo (Vision 2025) se comprometió a incentivar el crecimiento económico y a procurar la recuperación de los empleos perdidos a través de proyectos basados en la revitalización urbana, la mejora de las infraestructuras, el desarrollo del turismo y del comercio minorista a lo largo del eje fluvial, así como una mayor diversificación de la economía de Tulsa. De este modo, en 2007, los niveles de empleo superaron a los anteriores a la recesión, y desde entonces la ciudad vive un importante aumento del desarrollo y la inversión. Esta mejora económica también se ha reflejado en las tendencias del mercado inmobiliario de Tulsa, que muestran un aumento del 6 % en los alquileres en 2010.

## Ciudades hermanadas
De acuerdo con la "Tulsa Global Alliance" que opera en conjunto con "Sister Cities International", una organización que comenzó bajo la administración del presidente Dwight Eisenhower en 1956, a Tulsa se le ha dado el hermanamiento con diez ciudades internacionales, en un intento de fomentar el entendimiento intercultural:
| País     | Tipo              |
| -------- | ----------------- |
| China    | Beihai            |
| Alemania | Celle             |
| Taiwán   | Kaohsiung         |
| México   | San Luis Potosí   |
| Israel   | Tiberíades        |
| Japón    | Utsunomiya        |
| Rusia    | Zelenograd        |
| Francia  | Amiens            |
| Colombia | San Juan de Pasto |
| Rumania  | Ploiesti          |

## Personajes famosos
- Kenneth E. Hagin, Reverendo internacional y fundador de RHEMA (Bible training center).
- Martin Gardner, divulgador científico.
- J.J. Cale, músico.
- Blake Edwards, director de cine.
- Hanson, grupo musical.
- John Starks, jugador de baloncesto.
- David Heath, luchador de artes marciales mixtas.
- Jennifer Jones, actriz.
- Garth Brooks, cantante.
- Bill Goldberg, exluchador de la WWE.
- Olivia Jordan, Miss USA 2015.
- Elizabeth Melise Jow, cantante y actriz.
- Heather Langenkamp, actriz conocida por su papel de Nancy Thompson en las películas de Freddy Krueger.
- P.C. y Kristen Cast, autoras de la saga de La casa de la noche.
- Pillar, grupo musical.
- Ryan Tedder, cantante en One Republic y compositor.
- Lauren Stamile, actriz estadounidense.
- Bill Hader, actor.
- Susan E. Hinton escritora.